# Out of Bounds
Out of Bounds другий студійний альбом шведського панк-рок гурту No Fun at All випущений 23 жовтня 1995 року.
Альбом був випущений як компакт-диск Burning Heart Records в Швеції та в Європі, як компакт-диск Burning Heart Records і Sempahore Records, в США на вінілі Revelation Records. Альбому передували два міні-альбоми, на яких вже були пісні з нового альбому. Це були Stranded та In a Rhyme.

## Список пісень
1. «Beat 'em Down» — 2:28
2. «Master Celebrator» — 2:52
3. «Perfection» — 2:27
4. «In a Rhyme» — 2:16
5. «Pleasure Is to Be Insane» — 2:44
6. «Nothing Personal» — 2:22
7. «Don't Pass Me By» — 2:07
8. «I Have Seen» — 3:30
9. «Out of Bounds» — 2:38
10. «Talking to Remind Me» — 4:13
11. «In a Moment» — 2:07
12. «Trapped Inside» — 2:14
13. «Invitation» — 1:59
14. «Stranded» — 2:22

## Персонал
- Мікаель Бойко — бек-вокал (а саме 4, 6, 9)
- Мікаель Денільсон — гітара
- Йонас Гауфін — фото
- Лессі Хансон — фото
- Інгемар Янссон — вокал
- Крістер Йоханссон — гітара
- Ларс Лінден — співпродюсер
- Mudda — компонування
- No Fun at All — домовленості, продюсер, змішування, компонування
- Джиммі Олсен — бек-вокал (а саме 5, 7, 11)
- К'єлл Рамстедт — ударні
- Пітер Сетлер — продюсер, змішування
- Генрік Санвіссон — бас-гітара, фото

## Графік продуктивності
| 1995   | Найвища позиція |
| ------ | --------------- |
| Швеція | 20              |